# Бобова (гміна)
Гміна Бобова (пол. Gmina Bobowa) — місько-сільська гміна у південній Польщі. Належить до Горлицького повіту Малопольського воєводства.
Станом на 31 грудня 2011 у гміні проживало 9515 осіб.

## Площа
Згідно з даними за 2007 рік площа гміни становила 49.84 км², у тому числі:
- орні землі: 74.00%
- ліси: 16.00%

Таким чином, площа гміни становить 5.15% площі повіту.

## Населення
Станом на 31 грудня 2011:
| Опис     | Загалом | Загалом | Чоловіки | Чоловіки | Жінки | Жінки |
| -------- | ------- | ------- | -------- | -------- | ----- | ----- |
| одиниця  | осіб    | %       | осіб     | %        | осіб  | %     |
| все      | 9515    | 100     | 4836     | 50.83    | 4679  | 49.17 |
| міське   | 3011    | 100     | 1549     | 51.44    | 1462  | 48.56 |
| сільське | 6504    | 100     | 3287     | 50.54    | 3217  | 49.46 |

## Історія
1 серпня 1934 р. було створено об'єднану гміну Бобова у Горлицькому повіті. До неї увійшли сільські громади: Бердехув ад Бобова, Бердехув ад Бугай, Бобова, Бжана Дольна, Бжана Ґурна, Янкова, Ліпнічка, Польна, Сендзішова, Сєдліска, Струже Ніжне, Струже Вижне, Стружна, Вільчиска, Вискітне.

## Сусідні гміни
Гміна Бобова межує з такими гмінами: Ґрибув, Коженна, Лужна, Ценжковіце.